# Daniel Compère
 (juin 2014).
Pour les articles homonymes, voir Compère.
Daniel Compère (Amiens, 1er juin 1947- ) est un chercheur en littérature (XIXe et XXe siècles), spécialiste du roman populaire.
Il a été maître de conférences à l'université Sorbonne Nouvelle - Paris 3.

## Biographie
Il a fait ses études à Amiens au lycée d'État (aujourd'hui Louis-Thuillier) et à l'université. À ses diplômes littéraires, il ajoute ensuite une formation à l'École nationale de la Santé. Il possède un doctorat de littérature française et une habilitation à diriger des recherches (HDR). Spécialiste de Jules Verne, de la littérature populaire et de Zola.
Créateur en 1972 du Centre international Jules-Verne. Président du Centre Rocambole, Les Amis du roman populaire, Il est responsable de la revue Rocambole.
Il est membre du Centre de recherches sur les poétiques du XIXe siècle (CRP19).
Il a été élu membre de l'Académie des sciences, lettres et arts d'Amiens le 23 mars 2015.

## Parcours
En 1987, il fait une thèse sur l'approfondissement de l'étude de l'œuvre de Jules Verne qui est, ensuite, publiée sous le titre Jules Verne écrivain en 1991. Il passe son doctorat ès lettres à Rennes-II sous la direction de Philippe Hamon.
Daniel Compère a consacré diverses publications à la littérature populaire dont un ouvrage encyclopédique sur Les Maîtres du fantastique en littérature (Bordas, 1993) et deux livres sur Alexandre Dumas.
En octobre 2007, le Dictionnaire du roman populaire francophone qui rassemble 500 articles sur le roman populaire du début du XIXe siècle à nos jours, paraît. Récemment, il a publié sous Presses Sorbonne-Nouvelle, un livre sur Les Romans populaires en écho à un séminaire qu'il a donné à l'université Sorbonne-Nouvelle - Paris-III pendant plusieurs années.
Il est parti en retraite le 31 janvier 2014, mais poursuit ses travaux de recherche.

## Publications
- Approche de l'île chez Jules Verne, Minard, Lettres Modernes, 1977, 171 pages.
- L'Historilune, Magnard Jeunesse, 1979.
- La Vie amiénoise de Jules Verne, CNDP Amiens, 1985.
- « Philip K. Dick (biographie) », articles dans Encrage n°8 et n°10, ADEISC (Association pour le développement de l'expression écrite, de l'information sociale et culturelle), juillet et novembre 1986.
- « Henri Vernes (biographie) », articles dans Encrage n°17, n°18, n°19 et n°20, ADEISC (Association pour le développement de l'expression écrite, de l'information sociale et culturelle), 1988.
- Jules Verne écrivain, Genève, Librairie Droz, 1991, 185 pages.
- Les maîtres du fantastique en littérature (en collaboration avec François Raymond), Paris, Bordas, coll. « Les Compacts » (no 36), 1994, 256 p. (ISBN 2-04-018502-X).
- Jules Verne, parcours d'une œuvre, Science Fiction  - Encrage Éditions, collection « Références » n° 2, 1996.
- Chronologie de la littérature mondiale, Essai - Larousse, 1997, 62 pages.
- Le Comte de Monte-Cristo d'Alexandre Dumas : lecture des textes, Amiens, Encrage, coll. « Repérages » (no 9), 1998, 115 p. (ISBN 2-906389-93-5).
- D'Artagnan & Cie - Les Trois Mousquetaires, un roman à suivre, Essai - Encrage Éditions, collection « Belles Lettres », 2002, 158 pages.
- (en collaboration avec Jean-Michel Margot), Entretien avec Jules Verne 1873-1905, Éditions Slatkine, 1998, 276 pages.
- « L'Assommoir détourné», dans Zola et le rire, Dijon, Éditions du Murmure, 2003 (Actes du colloque organisé par l'université de Dijon, mai 2002).
- « Le Roman d'aventures policières au XIXe siècle », dans Alain-Michel Boyer et Daniel Couégnas (dir.), Poétiques du roman d'aventures, Nantes, Université de Nantes - Éditions Cécile Defaut, collection « Horizons comparatistes », 2004.
- « La Coquille sénestre ou le voyage extraordinaire de Jules Verne dans la littérature », dans Jules Verne cent ans après, Nantes, Terre de brume, 2005 (Actes du colloque de Cerisy, août 2004).
- « Le Triomphe du fantastique dans Les Indes noires », dans Otrante, n°18, « Jules Verne et la veine fantastique », automne 2005.
- « Jules Verne, auteur réaliste ? », dans Les Lieux du réalisme. Pour Philippe Hamon. Études réunies par Vincent Jouve et Alain Pagès. Paris, Éditions L'Improviste - Presses de la Sorbonne nouvelle, 2005.
- Les Voyages extraordinaires de Jules Verne - Analyse de l'œuvre, Pocket, 2005.
- « Moi contre moi : L'Assassin surnaturel », dans Otrante, n°19-20, « Rosny aîné et les autres formes », automne 2006.
- « Parodie et auto-parodies dans l'œuvre de Jules Verne », dans Catherine Dousteyssier-Khoze et Floriane Place-Verghnes (dir.), Poétiques de la parodie et du pastiche de 1850 à nos jours, Oxford-Berne, , 2006.
- Albert Robida du passé au futur : un auteur-illustrateur sous la IIIe République, Amiens / Paris, Encrage / Les Belles Lettres, coll. « Travaux » (no 50), 2006, 206 p. (ISBN 978-2-911-57670-6 et 978-2-251-74140-6, OCLC 81249601).
- Dictionnaire du roman populaire francophone (préf. Pascal Ory), Paris, Nouveau Monde, 2007, 490 p. (ISBN 978-2-84736-269-5).
- Les romans populaires, Paris, Presses Sorbonne Nouvelle, coll. « Les Fondamentaux de la Sorbonne Nouvelle », 2012, 139 p. (ISBN 978-2-87854-561-6).
- La Science romanesque de Jules Verne, Amiens, Encrage /AARP, coll. "Bibliothèque du Rocambole/Magasin du Club Verne", 2013  (ISBN 978-2-36058-047-7).
- « Émile Gautier, un admirateur méconnu de Jules Verne », dans Émile Gautier, Chroniques scientifiques, vol. 2, Bibliogs, 2016.
- Le Projet paradoxal de Jules Verne : science et roman, Picquigny, Les Soleils Bleus Editions, 2025  (ISBN 978-2-918148-49-4)